# Raphaël Poirée
Raphaël Poirée (Rives, 1974. augusztus 9. –) francia sílövő. A francia biatlon egyik legnagyobb alakja, sportpályafutása 1994-ben vette kezdetét, és 2007-ben vonult vissza az aktív versenyzéstől. Felesége a norvég nemzetiségű sílövő, Liv Grete Skjelbreid Poirée volt 2000 és 2013 között.

## Sportpályafutása
A felnőttek mezőnyében, a világkupában 1995-ben mutatkozott be. Tíz éven keresztül, 1997 és 2007 között, a sorozat meghatározó egyénisége volt. Ezen időszakban, összetettben négy alkalommal zárt az első helyen, egyszer lett második, kétszer harmadik, egyszer negyedik és kétszer ötödik.
A világbajnokságon 1996-ban vett részt először. Tizennyolc alkalommal állhatott fel a dobogó valamelyik fokára: nyolc arany, három ezüst és hét bronzérmet nyert hazájának. A tizennégy világbajnokság közül, ahol jelen volt a francia versenyző, 2004-ben Oberhofban volt a legeredményesebb, mind az öt versenyszámban dobogón végzett: egyéniben, sprintben és a tömegrajtos versenyszámban első lett, az üldözőversenyben második, a váltóval pedig a harmadik helyen zárt.
Olimpián három alkalommal indult, három dobogós pozíciót ért le, de olimpiai bajnoki címet sohasem szerzett. 1998-ban Japánban, a legjobb eredménye egy hetedik hely volt a váltóval. 2002-ben, Salt Lake Cityben az üldözőversenyben a második, a váltóval pedig a harmadik lett. 2006-ban, Torinóban pedig ugyancsak a váltóval lett harmadik.

## Eredményei

### Olimpia
| Év   | Világbajnokság | Versenyszám | Versenyszám   | Versenyszám   | Versenyszám | Versenyszám | Versenyszám |
| Év   | Világbajnokság | Egyéni      | Sprint        | Üldözőverseny | Tömegrajtos | Váltó       |             |
| ---- | -------------- | ----------- | ------------- | ------------- | ----------- | ----------- | ----------- |
| 1998 | Nagano         | 22          | Nem ért célba | ----          | ----        | 7           |             |
| 2002 | Salt Lake City | 10          | 9             | 2             | ----        | 3           |             |
| 2006 | Torino         | 20          | 8             | Nem ért célba | 12          | 3           |             |

### Világbajnokság
| Év   | Világbajnokság      | Versenyszám | Versenyszám   | Versenyszám   | Versenyszám | Versenyszám | Versenyszám  | Versenyszám                                                |
| Év   | Világbajnokság      | Egyéni      | Sprint        | Üldözőverseny | Tömegrajtos | Váltó       | Vegyes váltó | Csapatverseny                                              |
| ---- | ------------------- | ----------- | ------------- | ------------- | ----------- | ----------- | ------------ | ---------------------------------------------------------- |
| 1997 | Breznóbánya         | 14          | 59            | ----          | ----        | ----        | 5            | 7                                                          |
| 1998 | Pokljuka/Hochfilzen | ----        | ----          | 3             | ----        | ----        | ----         | ----                                                       |
| 1999 | Kontiolahti         | ----        | 26            | 11            | ----        | 12          | ----         | A csapatverseny nem került be a világbajnokság programjába |
| 1999 | Oslo Holmenkollen   | 19          | ----          | ----          | 9           | ----        | ----         | A csapatverseny nem került be a világbajnokság programjába |
| 2000 | Oslo Holmenkollen   | 4           | 6             | 3             | 1           | ----        | ----         | A csapatverseny nem került be a világbajnokság programjába |
| 2000 | Lahti               | ----        | ----          | ----          | ----        | ----        | 10           | A csapatverseny nem került be a világbajnokság programjába |
| 2001 | Pokljuka            | 37          | 7             | 2             | 1           | 1           | ----         | A csapatverseny nem került be a világbajnokság programjába |
| 2002 | Oslo Holmenkollen   | ----        | ----          | ----          | 1           | ----        | ----         | A csapatverseny nem került be a világbajnokság programjába |
| 2003 | Hanti-Manszijszk    | 7           | Nem ért célba | ----          | 3           | 13          | ----         | A csapatverseny nem került be a világbajnokság programjába |
| 2004 | Oberhof             | 1           | 1             | 2             | 1           | 3           | ----         | A csapatverseny nem került be a világbajnokság programjába |
| 2005 | Hochfilzen          | 8           | 13            | 9             | 3           | 5           | ----         | A csapatverseny nem került be a világbajnokság programjába |
| 2005 | Hanti-Manszijszk    | ----        | ----          | ----          | ----        | ----        | 6            | A csapatverseny nem került be a világbajnokság programjába |
| 2006 | Pokljuka            | ----        | ----          | ----          | ----        | ----        | 3            | A csapatverseny nem került be a világbajnokság programjába |
| 2007 | Antholz-Anterselva  | 1           | 8             | 6             | 3           | ----        | 2            | A csapatverseny nem került be a világbajnokság programjába |

### Világkupa
| Helyezés | 17 | 5 | 5 | 1 | 1 | 1 | 4 | 1 | 3 | 2 | 3 |

| 1995/96    | | Breznóbánya Egyéni Hochfilzen Sprint | |
| 1996/97    | | | Antholz-Anterselva Sprint |
| 1997/98    | Ruhpolding Sprint | Östersund Sprint Pokljuka Sprint | Lillehammer Sprint Ruhpolding Sprint Pokljuka Üldözőverseny (VB)                                                                |
| 1998/99    | Hochfilzen Üldözőverseny Ruhpolding Tömegrajtos Ruhpolding Üldözőverseny Lake Placid Üldözőverseny | Hochfilzen Sprint Breznóbánya Üldözőverseny Oslo Holmenkollen Üldözőverseny | Breznóbánya Sprint |
| 1999/00    | Breznóbánya/Pokljuka Egyéni Antholz-Anterselva Sprint Oslo Holmenkollen Tömegrajtos (VB) | Ruhpolding Tömegrajtos Hanti-Manszijszk Üldözőverseny | Oberhof Sprint Ruhpolding Üldözőverseny Ruhpolding Sprint Antholz-Anterselva Üldözőverseny Oslo Holmenkollen Üldözőverseny (VB) |
| 2000/01    | Pokljuka/Antholz Üldözőverseny Pokljuka/Antholz Sprint Breznóbánya/Antholz Sprint Oberhof Sprint Ruhpolding Üldözőverseny Pokljuka Tömegrajtos (VB) Pokljuka Váltó (VB)                                                                                         | Hochfilzen/Antholz Sprint Breznóbánya/Antholz Egyéni Breznóbánya/Antholz Üldözőverseny Oberhof Üldözőverseny Ruhpolding Sprint Antholz-Anterselva Sprint Pokljuka Üldözőverseny (VB) Oslo Holmenkollen Tömegrajtos | |
| 2001/02    | Pokljuka Üldözőverseny Oberhof Tömegrajtos Ruhpolding Sprint Antholz-Anterselva Üldözőverseny Lahti Üldözőverseny Lahti Sprint Oslo Holmenkollen Tömegrajtos (VB)                                                                                               | Oberhof Üldözőverseny Antholz-Anterselva Váltó Salt Lake City Üldözőverseny (O) | Salt Lake City Váltó (O) Oslo Holmenkollen Üldözőverseny                                                                        |
| 2002/03    | Breznóbánya Üldözőverseny Breznóbánya Sprint Ruhpolding Váltó | Östersund Üldözőverseny Östersund Sprint Ruhpolding Üldözőverseny | Breznóbánya Váltó Oberhof Váltó Oberhof Tömegrajtos Ruhpolding Sprint Hanti-Manszijszk Tömegrajtos (VB)                         |
| 2003/04    | Breznóbánya Egyéni Breznóbánya Üldözőverseny Pokljuka Sprint Antholz-Anterselva Tömegrajtos Oberhof Egyéni (VB) Oberhof Tömegrajtos (VB) Oberhof Sprint (VB) Lake Placid Üldözőverseny Fort Kent Üldözőverseny Fort Kent Sprint Oslo Holmenkollen Üldözőverseny | Kontiolahti Váltó Kontiolahti Üldözőverseny Antholz-Anterselva Egyéni Oberhof Üldözőverseny (VB) Lake Placid Sprint                                                                                                | Hochfilzen Váltó Oberhof Váltó (VB)                                                                                             |
| 2004/05    | Östersund Tömegrajtos Oberhof Üldözőverseny Hanti-Manszijszk Tömegrajtos Hochfilzen Egyéni | Oslo Holmenkollen Üldözőverseny Oslo Holmenkollen Sprint Ruhpolding Sprint Pokljuka Tömegrajtos | Beitostolen Sprint Östersund Üldözőverseny Hochfilzen Tömegrajtos (VB)                                                          |
| 2005/06    | | Östersund Sprint Ruhpolding Üldözőverseny Antholz-Anterselva Tömegrajtos Pokljuka Üldözőverseny Pokljuka Sprint Kontiolahti Tömegrajtos Kontiolahti Üldözőverseny                                                  | Östersund Váltó Hochfilzen Váltó Oberhof Tömegrajtos Torino Váltó (O) Pokljuka Vegyes váltó (VB)                                |
| 2006/07    | Hochfilzen Sprint Antholz-Anterselva Egyéni (VB) Lahti Egyéni Lahti Üldözőverseny Lahti Sprint Oslo Holmenkollen Egyéni | Oslo Holmenkollen Tömegrajtos Oslo Holmenkollen Üldözőverseny | Östersund Üldözőverseny Hochfilzen Váltó Antholz-Anterselva Tömegrajtos (VB)                                                    |
| Összesítés | Egyéni: 7 Sprint: 13 Üldözőverseny: 15 Tömegrajtos: 9 Váltó: 2 Vegyes váltó: 0 ------------ Összesen: 46 | Egyéni: 3 Sprint: 13 Üldözőverseny: 17 Tömegrajtos: 6 Váltó: 2 Vegyes váltó: 0 ------------ Összesen: 41 | Egyéni: 0 Sprint: 8 Üldözőverseny: 7 Tömegrajtos: 5 Váltó: 9 Vegyes váltó: 1 ------------ Összesen: 30                          |

- O - Olimpia és egyben világkupa forduló is.
- VB - Világbajnokság és egyben világkupa forduló is.